# Marian Dziura
Marian Dziura (ur. 13 marca 1941 w Śmiłowicach, zm. 7 października 2020) – polski piłkarz ręczny występujący na pozycji lewego rozrywającego, mistrz i reprezentant Polski.

## Życiorys
Był uczniem Technikum Wodno-Melioracyjnego w Gdyni, w czasie nauki zaczął uprawiać piłkę ręczną, w 1955 zdobył z reprezentacją szkolną wicemistrzostwo Polski w odmianie 11-osobowej. Od 1960 był zawodnikiem Wybrzeża Gdańsk. Z gdańskim klubem zdobył w 1966 mistrzostwo Polski, w 1967 i 1968 wicemistrzostwo Polski, w 1965 i 1969 brązowy medal mistrzostw Polski. 
W 1970 wystąpił sześć razy w reprezentacji Polski seniorów, zdobywając pięć bramek. M. in. wystąpił na mistrzostwach świata w 1970, gdzie reprezentacja Polski zajęła 13–16. miejsce.
Karierę sportową zakończył w 1972.
Był absolwentem Centrum Wyszkolenia MSW w Legionowie, służył w stopniu podporucznika w Granicznej Placówce Port-Gdynia, łącząc to z grą w piłkę ręczną. W 1973 odszedł ze służby, przez kilkadziesiąt lat był sadownikiem, uprawiał jabłka w miejscowości Starogród Dolny.